# Si la vida te da mandarinas...
Si la vida te da mandarinas... (en hangul, 폭싹 속았수다; McCune-Reischauer, P'okssak sogattsuda; literalmente, «Gracias por tu arduo trabajo») es una serie de televisión web surcoreana escrita por Im Sang-choon, dirigida por Kim Won-seok, y protagonizada por Lee Ji-eun, Park Bo-geom, Moon So-ri and Park Hae-joon. Se estrenó en la plataforma Netflix entre el 7 y el 28 de marzo de 2025, dividida en cuatro partes de cuatro capítulos cada una, correspondientes a las cuatro estaciones del año.

## Sinopsis
La serie cuenta las vidas llenas de aventuras de Oh Ae-soon, una «rebelde desesperada» nacida en Jeju en la década de 1950, y Yang Gwan-shik, un «hombre de brazos de hierro» o <<corazón de hierro>>, a lo largo de cuatro temporadas. Va y viene entre la infancia y la edad adulta de los dos personajes principales, y describe sus días brillantes, cuando siempre estaban sonriendo en las fotografías antiguas.

## Reparto

### Principal
- IU como:
  - Oh Ae-soon.[3][4]
  - Yang Geum-myung, la hija de Ae-soon y Gwan-shik.
    - Kim Tae-yeon como Ae-soon de niña.
    - Yoon Seo-yeon como Ae-soon de adolescente.
    - Moon So-ri como Ae-soon de mediana edad.[5]
- Park Bo-gum como Yang Gwan-shik.[6][7]
  - Lee Cheon-moo como Gwan-shik de niño.
  - Moon Woo-jin como Gwan-shik de adolescente.[8]
  - Park Hae-joon como Gwan-shik de mediana edad.[5]

### Secundario

#### Familia de Ae-soon
- Yeom Hye-ran como Jeon Kwang-rye, la madre de Ae-soon.[9][10]
- Jung Hae-kyun como Oh Han-moo, el tío de Ae-soon.[11]
- Na Moon-hee como Kim Choon-ok, la abuela de Ae-soon.[12]

#### Familia de Gwan-shik
- Oh Min-ae como Kwon Kye-ok, la madre de Gwan-shik.[10][11][13]
- Kim Yong-rim como Park Mak-cheon, la abuela de Gwan-shik y chamana de la aldea.[12]
- Yoo Byung-hoon como Yang Sam-bo, el padre de Gwan-shik.
- Seo Hye-won como Yang Kyung-ok, la hermana menor de Gwan-shik.[14]
  - Kim Se-ah como Kyung-ok de niña.

#### Otros
- Lee Joon-young como Park Young-beom, el novio de Geum-myung.[15]
- Choi Dae-hoon como Boo Sang-kil, la cita a ciegas de Ae-soon, subdirector de Dodong-ri.[16]
- Kang You-seok como Yang Eun-myung, segundo hijo de Ae-soon y Gwan-shik.[17][18]
- Shin Sae-byuk como Yang Dong-myung, tercer hijo de Ae-soon y Gwan-shik.
- Lee Soo-kyung como Boo Hyun-sook, la hija de Sang-kil.[19]
- Jang Hye-jin como Park Young-ran, la esposa de Sang-kil.
- Baek Ji-won como Hong Kyung-ja, una haenyeo.[11][20]
- Cha Mi-kyung como Park Choong-soo, una haenyeo.[11]
- Lee Soo-mi como Choi Yang-im, una haenyeo.[11]
- Kim Geum-soon como la madre de Je-nnie una nueva rica que no duda en recurrir a medios ilegales para mandar a su hija a la universidad.[10]
- Nam Mi-jeong, el ama de llaves que ayuda a Geum-myung cuando casi la acusan de ser una ladrona.[10]
- Choi Max-hoon como Bu Sang-il, apodado Sr. Crane.[10]
- Kang Myeong-ju como la futura suegra que se opone al matrimonio de Yeong-beom y Geum-myung.[10]

### Apariciones especiales
- Oh Jung-se como Yeom Byung-cheol, el padrastro de Ae-soon.[21]
- Uhm Ji-won como Na Min-ok, la madrastra de Ae-soon.[22]
- Lee Soo-mi.[23][24]
- Kim Su-an como Oh Je-nnie, una escolar que recibe tutoría privada ilegal de Geum-myung.[25]
- Kim Young-woong como Park Bong-nam, el propietario del hotel Nampo-dong de Busan (episodios 2-3).[26]
- Kang Mal-geum como Geum-ja, la propietaria del hotel Nampo-dong de Busan (episodios 2-3).[10][27]
- Jeon Bae-soo como Song Young-sam, el dueño de la casa donde se aloja Geum-myung,
- Lee Mi-do como Mi-sook, una bailarina atrapada en la campaña de represión de 1978 contra la indecencia pública; es la novia de Sang-gil (episodios 5-6).[28][29]
- Lee Bong-ryun como Jung Ha-jin, una enfermera de la sala de emergencias donde Geum-myung está hospitalizada.
- Kim Seon-ho como Park Choong-seop, un pintor que dibuja carteles de teatro.[30][31]
- Lee Ji-hyun como Boon-hee, la madre de Choong-seop, que dirige una tienda de libros usados y de encuadernación.
- Kim Sung-ryung como Jung Mi-in, una actriz.[32]
- Jo Jae-yoon.[32]

## Episodios
La serie consta de dieciséis episodios, que se emitieron en cuatro partes a lo largo de cuatro semanas, desde el viernes 7 de marzo hasta el viernes 28 de marzo de 2025 .
- Primera parte: Primavera (7 de marzo de 2025)

1. Primavera en un suspiro ( 호로록봄, lit. «primavera»)
2. Audaz primer amor ( 요망진 첫사랑, lit. «Un primer amor desesperado»)
3. La primavera del ayer ( 예스터데이. “그들의 봄은…”, lit. “Ayer. “Su primavera…»)
4. El dorado fulgor del verano ( 꽈랑꽈랑 여름, lit. «El verano es tan ruidoso»)

- Segunda parte: Verano (14 de marzo de 2025)

1. Redes rebosantes de una noche de verano ( 한여름 밤의 만선 , lit. «Una noche de verano a toda vela»)
2. La vida continúa ( 살민살아진다, lit. «Salmin cobra vida»)
3. Un otoño fructífero ( 자락자락 가을, lit. «Otoño en decadencia»)
4. La luna cambia, pero el amor sigue brillando ( 변하느니 달이요, 마음이야 늙겠는가, lit. «La luna cambia y el corazón envejece»)

- Tercera parte: Otoño (21 de marzo de 2025)

1. El viento hace uhh, el corazón hace buaa (바람은 왱왱왱 마음은 잉잉잉, lit. «El viento aúlla, mi corazón aúlla»)
2. La tormenta me envuelve, el amor me estremece ( 품 안의 바람 품 안의 사랑, lit. «el viento en mis brazos, amor en mis brazos»)
3. Junto a mí, el amor ( 내 사랑 내 곁에, lit. «mi amor a mi lado»)
4. Un invierno resplandeciente( 펠롱펠롱겨울, lit. «invierno delincuente delincuente»)

- Cuarta parte: Invierno (28 de marzo de 2025)

1. Un amor con altibajos (그추룩 짝사랑, lit. «Este amor no correspondido»)
2. Abre tus alas y échate a volar (훨훨날라, 훨훨날아보켜, lit. «Vuela alto, vuela alto, vuela alto»)
3. Un nuevo florecer cada día (만날, 봄, lit. «Encuentro, primavera»)
4. Brindo por todo lo que has vivido (폭싹 속았수다, lit. «Me engañaron por completo»)

## Producción

### Título
El título original de la serie es una expresión del dialecto de Jeju que significa «gracias por tu arduo trabajo». El título inglés, que se tradujo literalmente al español como Cuando la vida te da mandarinas..., es un juego de palabras con la frase proverbial inglesa When life gives you lemons, make lemonade, con el cambio de los limones por las mandarinas amargas típicas de la isla de Jeju. IU explicó el sentido del título en la conferencia de prensa de presentación: «contiene el significado de que incluso si la vida te arroja mandarinas amargas, debes hacer jugo de mandarina con ellas y beberlo como té de mandarina caliente». También en otras lenguas se buscaron traducciones significativas adaptadas a la fraseología local, como en chino, en francés (La vie portera ses fruits) o en tailandés (Sonriamos incluso en las mandarinas no son dulces). No así en español, donde se optó por una traducción literal del inglés que resulta opaca para el hablante de aquella lengua.

### Producción
El anuncio de producción de la serie fue recibido con mucho interés, debido no solo al reparto de actores sino también a la reunión de la guionista Lim Sang-chun (Fight for My Way, 2017; Cuando la camelia florece, 2019) con el director Kim Won-seok (Misaeng, 2014; Signal, 2016; Mi señor, 2018; Arthdal Chronicles, 2019). Tanto Lee Ji-eun como Park Hae-joon habían trabajado ya con el director en Mi señor. Ryu Seong-hie (La doncella, 2016; Decision to Leave, 2022; La chica enmascarada, 2023) colaboró en la producción como directora artística. El director musical es Park Sung-il, también colaborador habitual del director, pues ya lo fue en Misaeng, Signal y Mi señor.
El 27 de enero de 2023 tanto Lee Ji-eun como Park Bo-gum confirmaron su participación en la serie.Choi Dae-hoon fue confirmado en febrero, y Na Moon-hee y Kim Yong-rim el 10 de marzo. Cinco días después se añadió el nombre de Lee Jun-young, el 12 de mayo Lee Soo-kyung, el 23 de junio Baek Ji-won y el 25 de julio Oh Jung-se.
El 4 de abril de 2023 la productora Pan Entertainment anunció que había firmado un contrato de producción y suministro con Netflix válido hasta el 1 de octubre de 2025, y que esta serie se estrenaría en dicha plataforma. Además, añadió que la lectura del guion se había realizado poco antes y que el rodaje comenzaría en breve. El costo de producción de la serie se estimaba, según las diversas fuentes, entre los 50 000 y los 60 000 millones de wones, lo que supone entre 3000 y 3500 millones por episodio, una cantidad cuatro o cinco veces mayor que el costo medio de producción de un capítulo de serie surcoreana (entre 700 y 1000 millones de wones). Entre las causas se señalan los honorarios que recibe el reparto, no solo los protagonistas sino también algunos secundarios de gran renombre, y el hecho de que la serie está ambientada en los años 50 y 70 del siglo pasado.
El 7 de marzo de 2023 se realizó la lectura del guion. El 30 de enero de 2024 Netflix confirmó su estreno en la plataforma, sin precisar la fecha. Gran parte del rodaje se llevó a cabo en instalaciones de Netflix en la ciudad de Andong. El 27 de abril la productora Fan Entertainment pidió disculpas públicamente por las molestias causadas por el rodaje durante el Festival del campo de cebada verde de Gochang, donde los cortes de carretera causaron polémicas entre los visitantes.

## Promoción y estreno

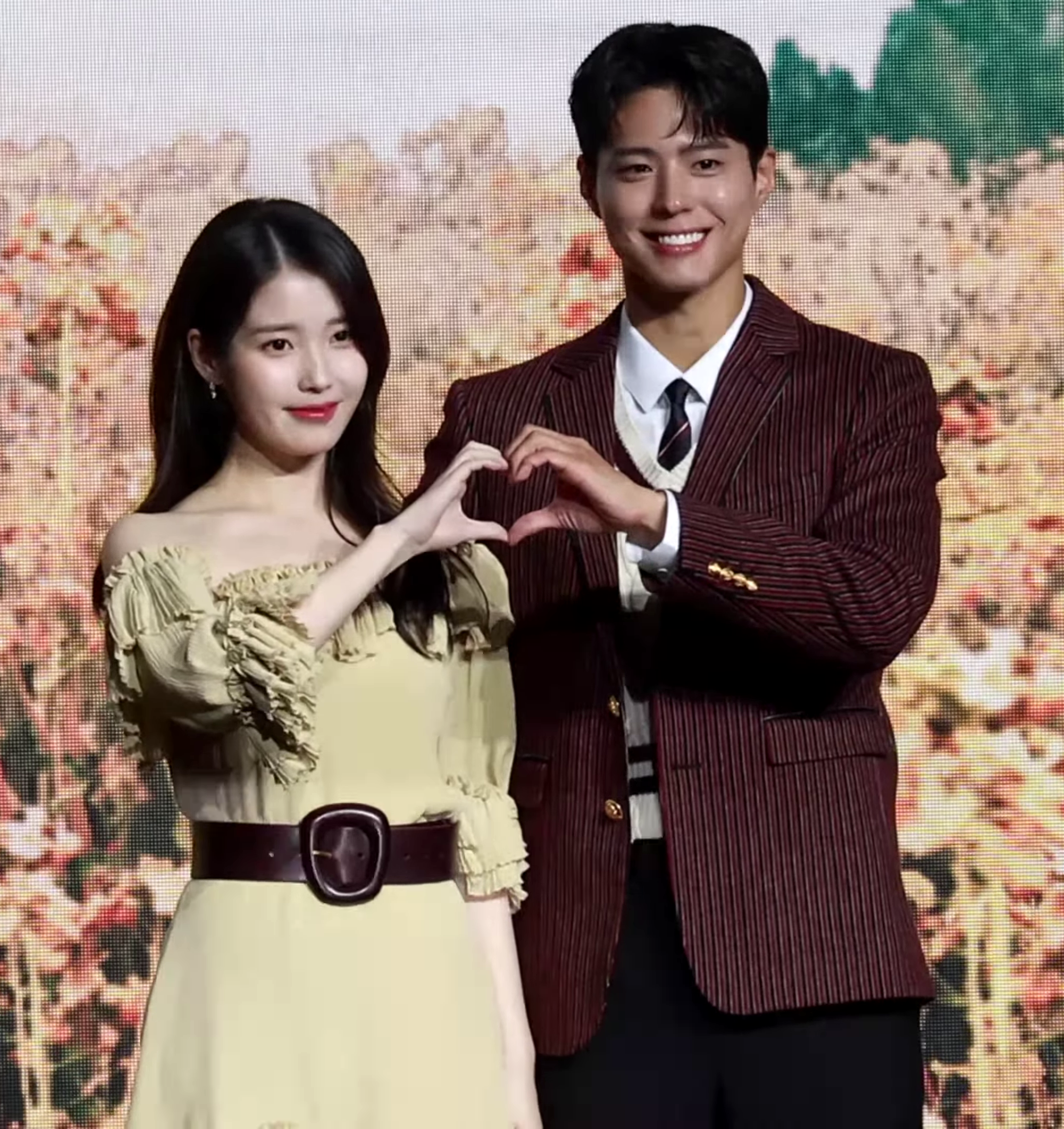
IU y Park Bo-gum durante la conferencia de prensa de presentación de la serie, 5 de marzo de 2025

El 20 de diciembre de 2024 el director Kim Won-seok anunció que aún quedaba algo de trabajo de posproducción para terminar la serie y que el estreno estaba previsto para marzo de 2025. El 23 de enero Netflix precisó la fecha, 7 de marzo, y publicó un cartel de la pareja protagonista. Contra lo que suele ser habitual en Netflix, se emitió a razón de cuatro capítulos semanales durante cuatro semanas.
El 5 de marzo se presentó la producción en el Conrad Seoul Grand Ballroom en Yeongdeungpo-gu, Seúl, con la asistencia de los actores IU, Park Bo-gum, Moon So-ri, Park Hae-joon y el director Kim Won-seok.

## Recepción
Si la vida te da mandarinas... fue objeto de grandes expectativas antes de su estreno, debido a los nombres de protagonistas, reparto secundario, director y guionista, así como a la magnitud de la producción, con sus alrededor de sesenta mil millones de wones de presupuesto. Ocupó en la tercera semana de febrero de 2025 el primer lugar en intención de audiencia referida a contenidos OTT, según un sondeo llevado a cabo por Consumer Insight. Asímismo, una encuesta de la revista especializada Cine 21 realizada entre cincuenta y dos figuras representativas de empresas de producción de cine y televisión la situó como el «contenido número uno para ver en 2025».
La serie constituyó un gran éxito de audiencia para Netflix; el 20 de marzo estaba entre las diez más vistas en 41 países. En China, donde no está disponible esta plataforma, había por entonces unas 30 000 reseñas en el sitio de revisión de contenidos Douban, prueba de la circulación ilegal de la serie en el país y causa de protestas en Corea del Sur. Medios locales chinos informaron de que se había enviado una invitación al equipo de producción de la serie para un viaje turístico al parque forestal nacional de Zhangjiajie, en la provincia de Hunan, otro indicio de la popularidad de Si la vida te da mandarinas... en China pese a no poder verse legalmente.
Según Good Data Corporation, una agencia de análisis de competitividad de contenido K en línea, el día 27, Si la vida te da mandarinas... ocupó el primer lugar en la categoría de drama temático TV-OTT para la tercera semana de marzo. Al mismo tiempo, el personaje principal IU ocupó el primer lugar en la categoría de reparto temático de drama TV-OTT. IU y Park Bo-gum también ocuparon el primer lugar en actualidad entre los miembros del elenco durante tres semanas consecutivas. Además, Lee Jun-young y Kim Seon-ho también ocuparon el cuarto y décimo lugar respectivamente.
Según el sitio oficial de Netflix, la serie ocupó en la primera semana de su lanzamiento el cuarto lugar por número de visualizaciones entre los programas de lengua no inglesa; subió al segundo lugar en la segunda semana y al primero en la tercera. En la cuarta semana, cuando terminaron todas las historias, cayó al tercer puesto, pero recuperó el primero en la semana del 31 de marzo al 6 de abril, cuando el número de visualizaciones fue de 5,4 millones. En esa quinta semana fue el primero en cinco países asiáticos (Corea, Indonesia, Filipinas, Taiwán y Vietnam) y se ubicó entre los diez primeros en cuarenta países. Si se considera el número total de tiempo de visualización (89,7 millones de horas) quedó por delante de las producciones en inglés en el mismo período.

### Crítica
Oh Soo-kyung (Hankyoreh) escribe que «para quienes vivieron esa época directamente, trae nostalgia, y para quienes no, trae una vieja novedad, como ver un drama histórico. También existe un poder universal que trasciende las limitaciones del tiempo y el espacio. La extrema devoción y amor de los padres hacia sus hijos, el profundo respeto y gratitud de los hijos hacia sus padres y el profundo dolor de perder a un miembro de la familia son emociones universales que trascienden eras, generaciones, individuos y países», pero  se muestra crítica con el modo romantizado en que la serie presenta el familismo coreano y la condición femenina en la familia. Así, «Geum-myeong no crece para convertirse en un ser independiente y social rodeado del amor de sus padres. Ella es solo la novia de alguien o la hija de Ae-sun y Gwan-sik». Por otra parte, se omite el contexto social: «aunque este drama comienza con Jeju como telón de fondo y recorre las principales partes de la historia moderna de Corea, también tiene la limitación de omitir el contexto social. Es decir, no muestra el mundo “fuera de la familia”».
La crítica de cine y profesora del departamento de Medios de Comunicación de la Universidad de Inje Kim Hee-kyung apunta que, aunque era fácil predecir que la obra sería un éxito en Corea, lo mismo no valía para el extranjero, «porque se basa en un contexto y un sentimiento muy coreanos y el ritmo no es rápido». Por eso le sorprende la buena respuesta de audiencia en todo el mundo. Uno de sus secretos es que, al abrazar la trama un arco temporal de 65 años, de 1960 a 2025, varias generaciones de espectadores pueden identificarse con ella. La estrategia de puesta en onda también ayudó a mantener su popularidad, con cuatro entregas espaciadas que permiten apreciarlas una por una en esas cuatro estaciones del año. Para Kim, «en última instancia, podemos ver que incluso en medio de una avalancha de películas de género que cuentan con escenarios provocativos y técnicas llamativas, los aficionados extranjeros también se sienten conmovidos por una narrativa que es coreana pero universal, y lenta pero profundamente resonante».
Joan MacDonald (Forbes) describe así la labor de los protagonistas: «a medida que la trama del drama abarca décadas, los actores transmiten con gran éxito el paso del tiempo, demostrando su creciente madurez con gestos físicos, cambiando su forma de moverse, la profundidad de sus expresiones y el tono de sus voces. Juntos crean una historia única de amor eterno y perseverancia, ambientada en las hermosas vistas de la isla más famosa de Corea. Este singular y entrañable drama de Netflix es un dulce regalo para los espectadores».

## Premios y nominaciones
| Año  | Premios                     | Categoría                 | Candidato                      | Resultado | Ref.                 |
| ---- | --------------------------- | ------------------------- | ------------------------------ | --------- | -------------------- |
| 2025 | 61.os Premios Baeksang Arts | Mejor serie de televisión | Si la vida te da mandarinas... | Ganadora  | [ 56 ] [ 57 ] [ 58 ] |
| 2025 | 61.os Premios Baeksang Arts | Mejor drector             | Kim Won-seok                   | Nominado  | [ 56 ] [ 57 ] [ 58 ] |
| 2025 | 61.os Premios Baeksang Arts | Mejor actor               | Park Bo-gum                    | Nominado  | [ 56 ] [ 57 ] [ 58 ] |
| 2025 | 61.os Premios Baeksang Arts | Mejor actriz              | IU                             | Nominada  | [ 56 ] [ 57 ] [ 58 ] |
| 2025 | 61.os Premios Baeksang Arts | Mejor actor de reparto    | Choi Dae-hoon                  | Ganador   | [ 56 ] [ 57 ] [ 58 ] |
| 2025 | 61.os Premios Baeksang Arts | Mejor actriz de reparto   | Yeom Hye-ran                   | Ganadora  | [ 56 ] [ 57 ] [ 58 ] |
| 2025 | 61.os Premios Baeksang Arts | Mejor actriz revelación   | Kim Tae-yeon                   | Nominada  | [ 56 ] [ 57 ] [ 58 ] |
| 2025 | 61.os Premios Baeksang Arts | Mejor guion               | Lim Sang-choon                 | Ganadora  | [ 56 ] [ 57 ] [ 58 ] |